# Valentí Fuster Carulla
Valentí Fuster Carulla (Barcelona, 20 de gener de 1943), primer marquès de Fuster, és un metge català, especialitzat en cardiologia.
Prové d'una nissaga de metges: fill de Joaquim Fuster i Pomar, director del Sanatori de Pedralbes, net de Valentí Carulla i Margenat, doctor i rector de la Universitat de Barcelona i de Josep Fuster i Pomar, doctor en medicina, i germà de Joaquim Fuster i de Carulla psiquiatre.
Després de llicenciar-se en medicina a la Universitat de Barcelona es traslladà als Estats Units per treballar com a docent a la Clínica Mayo de Minnesota i a l'Hospital del Mont Sinaí de Nova York, per esdevenir catedràtic el 1991 de medicina a l'Escola Universitària de Medicina de Harvard a Boston. Aquest càrrec l'ocupà fins al 1994, moment en el qual fou nomenat director de l'Institut de Cardiologia de l'Hospital del Mont Sinaí.
La seva tasca investigadora comprèn treballs sobre l'arterioesclerosi i el mecanisme molecular al voltant de les malalties coronàries: l'infart, l'infart de miocardi i l'angina de pit, com també la millora del tractament d'aquestes malalties.
El 1996 li fou concedit el Premi Príncep d'Astúries d'Investigació Científica i Tècnica per les seves aportacions a la biomedicina especialment en l'àrea cardiovascular que han cristal·litzat en l'aclariment de la patologia isquèmica aguda. El 2001 va rebre la Creu de Sant Jordi i el 2012 el Premi Nacional de Pensament i Cultura Científica.
L'any 2014 el rei Joan Carles I li va atorgar el títol de marquès de Fuster en atenció a la seva tasca investigadora i docent.
És pare del cantautor Paul Fuster.